# Svanhvít

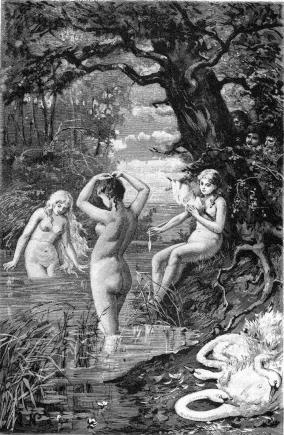
Las Valquirias en Wolf Lake. Foto de Jenny Nyström, 1893.

En la mitología nórdica Svanhvít, Hlaðgunnr o Hlaðguðr era una valquiria. Es un personaje menor en el poema Völundarkviða, de la Edda poética. En esta obra se menciona que era hija del rey Hlödver y hermana de la valquiria Alvít. En una ocasión Slagfid, un hijo de un rey finés la conoció al borde de un lago donde se encontraba hilando lino junto a Alvít y Ölrún habiendo abandonado sus capas de plumas de cisne. Luego de este encuentro la tomó por esposa y vivieron en Ulfald durante siete años hasta que la valquiria se transformó en cisne y partió hacia el sur.